# Onesia gonideci
Onesia gonideci este o specie de muște din genul Onesia, familia Calliphoridae, descrisă de Hiromu Kurahashi și Fauran în anul 1980.
Este endemică în New Caledonia. Conform Catalogue of Life specia Onesia gonideci nu are subspecii cunoscute.